# آخرین دادگاه (فیلم)
آخرین دادگاه (به هندی: Aakhri Adaalat) فیلمی محصول سال ۱۹۸۸ و به کارگردانی راجیو مهرا است. در این فیلم بازیگرانی همچون وینود کانا، دیمپل کاپادیا، جکی شروف، سونام، سوشما ست، ای. کی. هانگال، جانی لور، گلشن گروور، پارش راوال، شارات ساکسنا، باب کریستو، آنجان سیرواستاو ایفای نقش کرده‌اند.